# Triprocris rosetta
Triprocris rosetta är en fjärilsart som beskrevs av Dyar 1918. Triprocris rosetta ingår i släktet Triprocris och familjen bastardsvärmare. Inga underarter finns listade i Catalogue of Life.